# Córico (cabo)
Córico (griego Korykos, latín Corycus)  fue un promontorio de Cilicia (parte de Cilicia Traquea). Es el actual Korghoz. Quedan restos de una fortaleza y una ciudad. 
La ciudad, del mismo nombre, Córico, es mencionada por Tito Livio, Pomponio Mela y Esteban de Bizancio y se han hallado algunas monedas acuñadas en ella. El lugar es famoso en la mitología porque allí estaban las cuevas coricias mencionadas por Píndaro y Esquilo, y el lecho del gigante Tifón.